# Lista de telenovelas e séries do Grupo Imagen
Grupo Imagen é o nome do conglomerado de mídia mexicana pertencente ao Grupo Empresatial Ángeles. Em transmissão aberta a principal emissora do grupo é a Imagen Televisión, sucessora do extinto Cadenatres, também de sinal aberto. 
A lista a seguir mostra as telenovelas e séries de televisão exibidas pelos dois canais aberto do Grupo Imagen. Uma delas foi El sexo débil, exibida pela emissora brasileira Rede CNT em 2012. 

## Telenovelas e séries por ordem de exibição

#### Década de 2010
| #                 | Ano        | Produção              | Autoria                                    | Direção                    | Ref.        |
| Cadenatres        | Cadenatres | Cadenatres            | Cadenatres                                 | Cadenatres                 | Cadenatres  |
| ----------------- | ---------- | --------------------- | ------------------------------------------ | -------------------------- | ----------- |
| 1                 | 2010       | Las Aparicio          | Leticia López Margalli Verónica Bellver    | Daniel Camhi               | [ 3 ] [ 4 ] |
| 2                 | 2011       | El sexo débil         | Joaquín Guerrero Casasola                  | Daniel Camhi               | [ 3 ] [ 4 ] |
| 3                 | 2011       | Bienvenida Realidad   | Ricardo Álvarez Canales                    | Gabriel Valetán            | [ 3 ] [ 4 ] |
| 4                 | 2011       | El octavo mandamiento | Epigmenio Ibarra Laura Sosa                | Carlos Resendi             | [ 3 ] [ 4 ] |
| 5                 | 2012       | Infames               | Daniela Gálvez                             | Daniel Camhi               | [ 3 ] [ 4 ] |
| 6                 | 2012       | El albergue           | Gustavo Loza                               | Gustavo Loza               | [ 3 ] [ 4 ] |
| 7                 | 2012       | La ruta blanca        | Cristina Palácios                          | Juan Carlos Vilazimar      | [ 3 ] [ 4 ] |
| 8                 | 2012       | La clínica            | Gustavo Loza                               | Gustavo Loza               | [ 3 ] [ 4 ] |
| 9                 | 2013       | Dulce amargo          | Iris Dubs                                  | Juan Pablo Zamora          | [ 3 ] [ 4 ] |
| 10                | 2013       | Fortuna               | Epigmenio Ibarra Rodrigo Ordóñez           | Carlos Resendi             | [ 3 ] [ 4 ] |
| 11                | 2013       | Las trampas del deseo | Verónica Velasco                           | Rócio Barajas              | [ 3 ] [ 4 ] |
| 12                | 2014       | Amor sin reserva      | Luis Fernando Zepeda                       | Tito Navarrio              | [ 3 ] [ 4 ] |
| 13                | 2015       | Nora                  | Ibsen Martínez                             | Igor Manrique              | [ 3 ] [ 4 ] |
| Imagen Televisión |            |                       |                                            |                            |             |
| 14                | 2016       | Vuelve temprano       | Verónica Bellver Joaquín Guerrero Casasola | Carlos Lombardi            | [ 5 ]       |
| 15                | 2016       | Perseguidos           | Gustavo Bolívar                            | Horacio Díaz Morales       | [ 5 ]       |
| 16                | 2017       | Paquita la del Barrio | Larissa Andrade Fernanda Eguiarte          | Carlos Rueda Marcel Ferrer | [ 5 ]       |
| 17                | 2017       | El capitán            | Juan Camilo Ferrand                        | Perla Martínez Legorreta   | [ 5 ]       |
| 18                | 2017       | Muy padres            | Bethel Flores                              | Agustín Restrepo           | [ 5 ]       |
| 19                | 2018       | Atrapada              | Joaquín Górriz Roberto Jiménez             | Marcel Ferrer              | [ 5 ]       |
| 20                | 2018       | La taxista            | Gabriela Rodríguez                         | Agustín Restrepo           | [ 5 ]       |
| 21                | 2019       | La Guzmán             | Fernanda Eguiarte Larissa Andrade          | Andrés Santamarina         | [ 5 ]       |
| 22                | 2019       | Un poquito tuyo       | Rossana Negrín                             | Agustín Restrepo           | [ 5 ]       |